# Cheiraster
Cheiraster är ett släkte av sjöstjärnor. Cheiraster ingår i familjen nålsjöstjärnor.

## Dottertaxa tillCheiraster, i alfabetisk ordning[1]
- Cheiraster antarcticus
- Cheiraster blakei
- Cheiraster californicus
- Cheiraster capillatus
- Cheiraster cribellum
- Cheiraster dawsoni
- Cheiraster diomediae
- Cheiraster echinulatus
- Cheiraster gazellae
- Cheiraster gerlachei
- Cheiraster granulatus
- Cheiraster hirsutus
- Cheiraster horridus
- Cheiraster inops
- Cheiraster ludwigi
- Cheiraster mirabilis
- Cheiraster monopedicellaris
- Cheiraster niasicus
- Cheiraster otagoensis
- Cheiraster oxyacanthus
- Cheiraster pilosus
- Cheiraster planeta
- Cheiraster planus
- Cheiraster richardsoni
- Cheiraster robustus
- Cheiraster sepitus
- Cheiraster snyderi
- Cheiraster subtuberculatus
- Cheiraster teres
- Cheiraster triplacanthus
- Cheiraster trullipes
- Cheiraster tuberculatus
- Cheiraster weberi